# Concepcion (Iloilo)
Pour les articles homonymes, voir Concepcion.
Concepcion est une municipalité côtière de 3e classe de la province d'Iloilo, aux Philippines. Selon l'Office national des statistiques des Philippines, elle comptait en 2007 une population de 36 881

## Géographie
Concepcion se compose de 16 îles et a une superficie totale de 9 702 hectares.

## Barangays
Concepcion est divisée administrativement en 25 barangays.
- Aglosong
- Agnaga
- Bacjawan Norte
- Bacjawan Sur
- Bagongon
- Batiti
- Botlog
- Calamigan
- Dungon
- Igbon
- Jamul-awon
- Lo-ong
- Macalbang
- Macatunao
- Malangabang
- Maliogliog
- Nińo
- Nipa
- Plandico
- Poblacion
- Polopińa
- Salvacion
- Talotu-an
- Tambaliza
- Tamis-ac